# Aarne Valkama
Aarne Valkama, né le 26 mars 1909 à Vaasa, mort le 12 novembre 1969, est un ancien spécialiste finlandais du combiné nordique. Il a notamment terminé troisième lors des championnats du monde de combiné nordique en 1937.

## Biographie
Aarne Valkama a débuté par le ski de fond : dans cette discipline il a remporté deux médailles chez les juniors en 1928 et 1929. Il choisit ensuite de se tourner vers le combiné nordique et participa aux championnats du monde en 1935. Blessé, il ne put participer aux Jeux olympiques de 1936. Il remporte sa seule médaille mondiale lors des Championnats du monde de Chamonix en 1937 en prenant la troisième place de l'épreuve individuelle du combiné nordique derrière Sigurd Røen et Rolf Kaarby. Lors des championnats du monde de ski nordique 1938, il a pris la 37e place dans l'épreuve de saut à ski et la 16e dans le combiné nordique. Il a également remporté des médailles au niveau national dans les compétitions de ski alpin. 
Deux enfants d'Aarne Valkama, Aarne Manuel Valkama « Mauno » (né en 1935) et Juhani (1938), ont pratiqué le saut à ski au niveau national. Mauno remporte en 1963 le titre NCAA avec Denver Pioneers ski team (en) dans le nordique.

## Résultats

### Championnats du monde de ski nordique
| Épreuve / Édition    | Épreuve / Édition    | Oslo 1930 | Solleftea 1934 | Vysoké Tatry 1935 | Chamonix 1937 | Lahti 1938 |
| -------------------- | -------------------- | --------- | -------------- | ----------------- | ------------- | ---------- |
| Combiné nordique     | Combiné nordique     |           |                |                   | Bronze        | 16e        |
| Saut à ski           | Saut à ski           |           | Non partant    |                   | 22e           | 37e        |
| Ski de fond          | 18 km                |           | Non partant    | Non partant       | 19e           | 142e       |
| Patrouille militaire | Patrouille militaire | 6e        |                |                   |               |            |

### Championnats de Finlande
- Championnat de Finlande de ski de fond
  - Chez les juniors, il a remporté le bronze en 1928 et l'argent en 1929.

- Championnat de Finlande de combiné nordique
  - Il a terminé quatre fois second en 1931, 1933, 1934 et 1936.

- Championnat de Finlande de ski alpin
  - Dans l'épreuve de descente, il a remporté la médaille de bronze en 1937 et le titre en 1938[3],[4].

### Jeux du ski de Lahti
- Il remporte cette compétition en 1936 en combiné nordique (no)[5] après avoir terminé deuxième en 1934 et troisième en 1933. Il termine une nouvelle fois deuxième en 1944.

### Autres courses
En 1936, il a remporté la Ounasvaaran Talvikisoihin Rovaniemellä.